# Jean Pezous
Jean Pezous, né à Toulon le 6 mars 1815 et mort à Paris le 18 avril 1885, est un peintre français.

## Biographie
Issu d'une famille modeste, Jean Pezous est inscrit dès 1830 à l'école de dessin de Toulon dirigée par Bernard Sénéquier. Il travaille dans l'atelier du marquis de Clinchamp et suit également l'enseignement de Pierre Letuaire. Après deux séjours à Paris, il revient en 1835 à Toulon où s'est déclarée une épidémie de choléra et il réalise deux tableaux illustrant cet épisode tragique notamment Dévouement de Mr le curé Chabaud de l'église Sainte-Marie de Toulon dont une gravure exécutée par Letuaire se trouve au musée du Vieux Toulon. Après la mort de ses parents, il retourne définitivement à Paris où il s'inscrit à l'École des beaux-arts.
Il collabore avec Victor Orsel à la décoration d'une chapelle de l'église Notre-Dame de-Lorette à Paris avec ses condisciples Alphonse Périn et Gabriel Tyr. Jusqu'en 1875, il réalise des peintures d'histoire dont il ne subsiste aucune trace. Il en est de même de ses portraits, à l'exception de celui du mime Charles Deburau (Paris, musée Carnavalet). Il débute au Salon de 1846 avec Le Jeu de boule qui lui vaut une mention honorable, puis se consacre uniquement aux paysages. Pendant la Révolution de 1848, il participe aux travaux de défrichement de la Sologne pour le compte des ateliers nationaux. De retour à Paris, il expose au Salon de 1850 où son tableau La Salle de police attire l'attention du futur Napoléon III, ce qui le fait connaître.
Il décore le Café des Pierrots près de l'Hôtel de ville de Paris ; le musée Carnavalet possède La descente de la Courtille qui faisait partie de cette décoration. Il participe à quelques expositions en dehors de la capitale, notamment en 1859 à Orléans où il expose L'écrivain public qui sera acheté par la commission de l'exposition. À partir de 1865 il rencontre de graves difficultés financières causées par la mévente de ses tableaux de genre et par la maladie. Il fait un bref séjour à Boulogne, puis retourne à Paris après la chute de la Commune, mais ne retrouve plus rien dans son logement qui a été pillé
Après s'être fixé à Bondy de 1878 à 1884, il retourne à Paris où il se lie intimement avec Jean-Baptiste Corot et meurt dans le dénuement.

## Œuvres dans les collections publiques
.

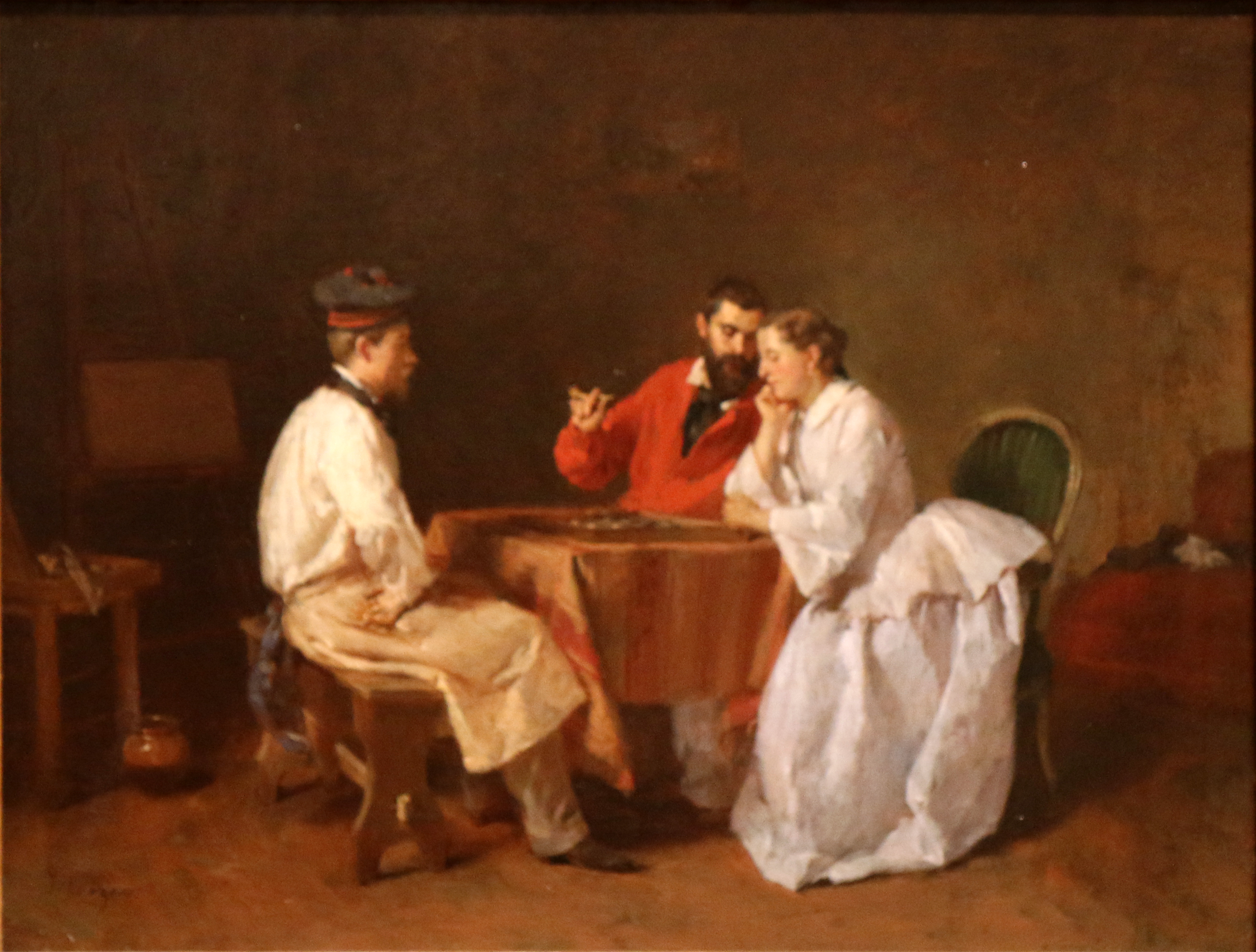
La Partie de dames, musée d'art de Toulon

- Carpentras, musée Comtadin-Duplessis : Autour de la ferme.
- Paris, musée Carnavalet :
  - Portrait du mime Debureau ;
  - La Descente de la Courtille[4].
- Toulon, musée d'art de Toulon :
  - La Partie de dames ;
  - Les Buttes-Chaumont, huile sur bois, 13 × 18 cm[5] ;
  - Vaches et moutons, huile sur panneau, 15 × 20 cm[6] ;
  - Paysage aux poules ;
  - Clairière, huile sur carton, 16 × 21 cm[7] ;
  - Canal de l'Ourq, huile sur papier collé sur bois, 14 × 20 cm[3] ;
  - Côtes de Boulogne ; huile sur carton, 10 × 17 cm[5]
  - Marine, huile sur bois, 14 × 23 cm[8] ;
  - Halte militaire ;
  - Cavaliers jouant aux cartes dans une écurie.